# Revitalizační hnutí
Revitalizační hnutí (z angl. Revitalization movement) je „záměrné, organizované a vědomé úsilí členů společnosti o vytvoření uspokojivější kultury“. Termín roku 1956 definoval kanadsko-americký antropolog Anthony F. C. Wallace v článku „Revitalization Movements“, kde popisuje, jak revitalizační hnutí vznikají, a představuje jejich jednotlivé fáze.

## Přehled
Vznik modelu revitalizačního hnutí souvisí s Wallaceho výzkumy náboženských hnutí 19. století u amerických indiánů kmene Seneků a působení jejich proroka jménem Handsome Lake.
Revitalizační hnutí zahrnuje širokou třídu fenoménů, podle kterých Wallace tyto hnutí rozděluje na podskupiny. Jedná se například o nativistická hnutí, obroditelská hnutí, cargo kulty, mesianismy a další.
Wallace předpokládá, že křesťanství, islám a pravděpodobně i buddhismus se zrodily z revitalizačních hnutí. Také většina denominačních a sektářských skupin vzniká nebo se odděluje po nezdaru s revitalizací původní instituce.

### Struktura revitalizačního procesu
I. Stabilní fáze - většina populace je schopna uspokojovat svoje potřeby kulturně přijatelnými způsoby, míra chronického stresu v populaci je nízká
II. Období zvýšeného individuálního stresu - v průběhu let u jednotlivých členů populace nebo v rámci sociálních skupin, které ji tvoří, narůstá stres, který se nedaří doposud využívanými způsoby redukovat; společnost je stále méně schopna uspokojovat svoje potřeby
III. Období kulturního zkreslení - mezi členy populace se projevují rozdíly v reakcích na dlouhotrvající zátěž podle míry jejich flexibility; narůstá úzkost ze ztráty životního smyslu spolu s deziluzí a apatií vůči změně
IV. Období revitalizace - proces revitalizace má často náboženský rozměr, pokud tato fáze neproběhne, může úpadek společnosti způsobit její zánik
1. reformulace kulturního vzorce
2. jeho šíření
3. formování organizace
4. adaptace na okolí
5. kulturní transformace
6. rutinizace

V. Nová stabilní fáze - proces kulturní transformace je završen potvrzením životaschopnosti nové fáze; často charakterizována jinými znaky, než fáze původní,
Z mnoha možných variací procesu Wallace hnutí rozděluje podle jejich identifikace na
- obnovu tradiční kultury - příklady zjevně obroditelských hnutí jsou hnutí Ghost Dance, Xosa Revival a Boxer Rebellion[8]
- import cizí kultury - například Vailala Madness spolu s dalšími cargo kult hnutími a Taiping Rebellion[10]
- tvorbu nové utopie - které odmítají jakýkoli závazek vzhledem k historii nebo cizímu vlivu jako třeba staroegyptský, monoteistický kult faraona Achnatona nebo jiné současné Utopie[10]

Kromě toho je dále dělí
podle důrazu na sekulární nebo náboženský rozměr hnutí
podle nativismu
a podle jejich úspěchu nebo neúspěchu během postupu přes všechny fáze procesu.

### Další výzkum
Wallaceho koncept je používán a rozvíjen badateli při popisu sociálně kulturních jevů. Využití modelu při komparativních studiích hnutí z prostředí amerických indiánů a obyvatel Oceánie je předmětem knihy „Reassessing Revitalization Movements“.
Úlohu proroků v komunitách amerických indiánů popisuje kniha "Prophets of the Great Spirit".